# 凱爾巴赫峰

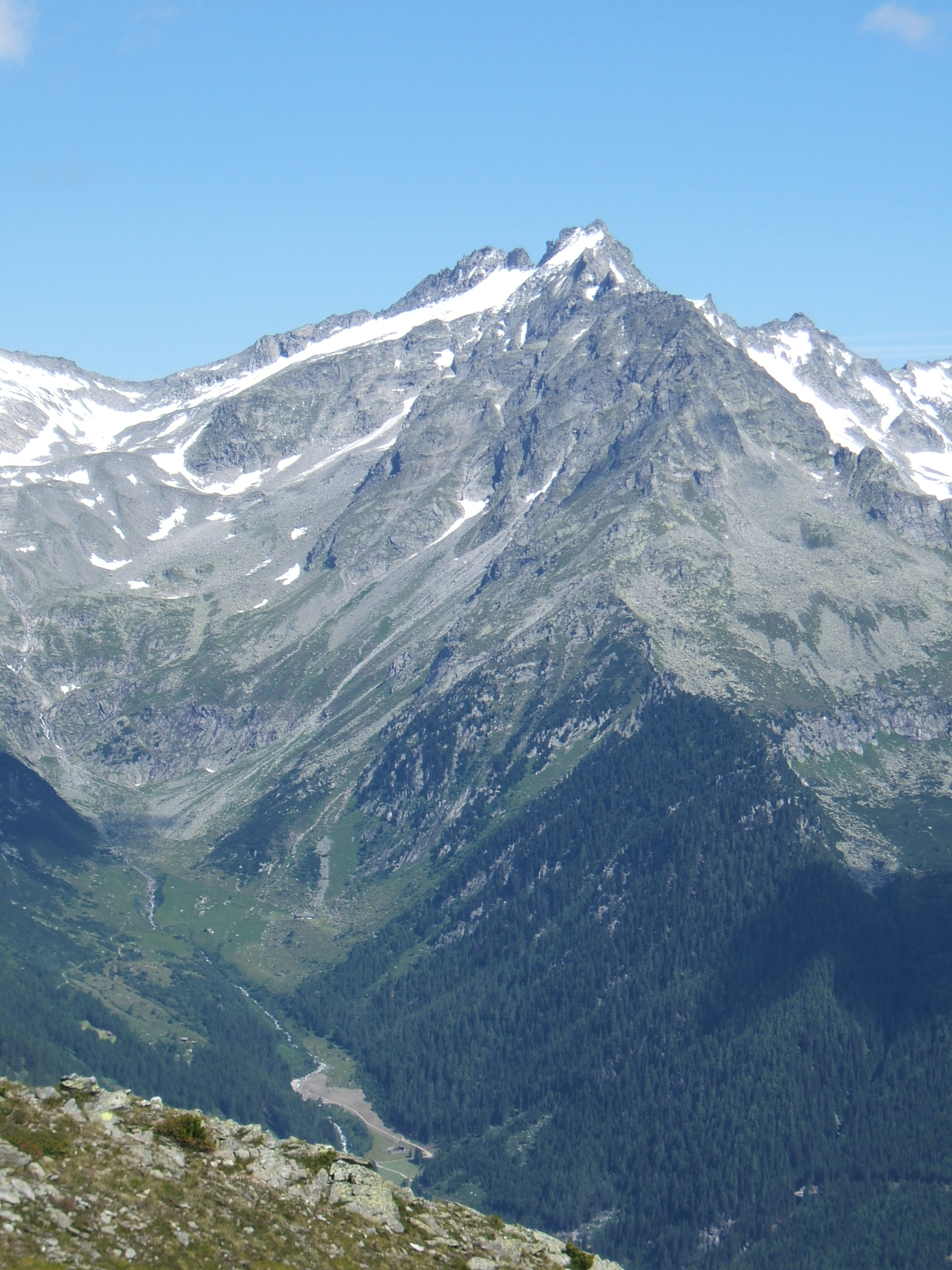

47°02′01″N 11°56′49″E / 47.03351°N 11.94695°E
凱爾巴赫峰（德語：Keilbachspitze），是中歐的山峰，位於奧地利和意大利接壤的邊境，屬於齊勒塔爾阿爾卑斯山脈的一部分，距離大勒夫勒山2公里，海拔高度3,093米，每年平均降雨量1,579毫米。